# Torsten Sjögren
Karl Gustaf Torsten Sjögren, né le 30 janvier 1896 à Södertälje et décédé le 27 juillet 1974 à Gothembourg, était un psychiatre et généticien suédois.
Le syndrome de Sjögren-Larsson est nommé ainsi en son honneur (avec Tage Larsson (de)),.
Le syndrome de Marinesco-Sjögren a également pris son nom.
Il a été impliqué dans la caractérisation de la forme juvénile de la céroïde-lipofuscinose.
Il ne doit pas être confondu avec Henrik Sjögren, qui a donné son nom au syndrome de Sjögren.
Torsten Sjögren fut professeur de psychiatrie à l'Institut Karolinska de 1945 à 1961. Il fut élu membre de l'Académie royale des sciences de Suède en 1951.